# Gabriel Acevero
Gabriel Acevero (sinh ngày 23 tháng 10 năm 1990) là một nhà tổ chức công đoàn người Mỹ gốc Trinidad, nhà hoạt động chính trị và chính khách đại diện cho khu vực Hạ viện 39 ở Maryland. Vào ngày 6 tháng 11 năm 2018, Acevero đã kết thúc ở vị trí đầu tiên với 31% phiếu bầu và trở thành người Mỹ Latinh gốc Phi công khai đồng tính đầu tiên, và là một trong những người trẻ nhất, được bầu vào Hạ viện Maryland. Một người theo chủ nghĩa xã hội dân chủ tự mô tả, ứng cử của ông đã được xác nhận bởi các công đoàn lao động, các nhóm ủng hộ quyền nhập cư và cuộc cách mạng của chúng tôi của Thượng nghị sĩ Bernie Sanders. Acevero là một thành viên của hội anh em Phi Beta Sigma.

## Đời tư
Acevero là một trong sáu thành viên LGBT công khai của Đại hội đồng Maryland. Ông là một người pescatian và không uống rượu.